# Homoroselaps
Homoroselaps es un género de serpientes venenosas de la familia Lamprophiidae que se distribuyen por el África Austral.

## Especies
Se reconocen las dos siguientes según The Reptile Database:
- Homoroselaps dorsalis (Smith, 1849)
- Homoroselaps lacteus (Linnaeus, 1758)